# Al-Dschābiya
al-Dschābiya (arabisch الجابية, DMG al-Ǧābiya) war ein Ort zwischen der Hauran-Ebene und den Golanhöhen, der den Stammesfürsten der arabischen Ghassaniden als Residenz diente und auch in der frühislamischen Zeit eine wichtige politische Bedeutung hatte. 
Al-Dschābiya, das sich über mehrere Hügel erstreckte, wird erstmals 520 in einem syrisch-aramäischen Brief des Bischofs Simeon von Beth-Arschām unter dem Namen Gabīthā erwähnt. Aus einem weiteren Brief, der 569 verfasst wurde, geht hervor, dass sich hier ein Sergiuskloster befand. Ende des sechsten Jahrhunderts diente al-Dschābiya als Versammlungsort für zwei monophysitische Gruppen, die ihre religiösen Streitigkeiten beilegen wollten.
Nach der arabischen Eroberung Syriens richteten hier die Muslime ihr wichtigstes Militärlager für Syrien ein. Besondere Bedeutung erhielt al-Dschābiya nach der Schlacht am Yarmūk, als hier die Kriegsbeute gesammelt wurde und Umar ibn al-Chattab den Ort aufsuchte, um die Verteilung der Kriegsbeute zu regeln, die Militärverwaltung Syriens zu organisieren und den Sold der Kämpfer festzulegen. Bei dieser Gelegenheit soll er vor einer großen Versammlung von Heerführern und Prophetengefährten eine Ansprache gehalten haben, in der er seine Verfügungen verkündete. Diese Rede ist als Chutbat al-Dschābiya bekannt, der Tag, an dem dies geschah, wird als Yaum al-Dschābiya bezeichnet und auf das Jahr 17 der Hidschra (= 638 n. Chr.) datiert. Auch Muʿāwiya, den Umar 639 zum Statthalter Syriens bestellte, residierte wahrscheinlich in al-Dschābiya.
Im Zentrum der politischen Geschehnisse rückte al-Dschābiya erneut, nachdem sich 683 Abdallah ibn az-Zubair in Mekka zum Kalifen ausgerufen hatte und 684 der umayyadische Kalif Muʿāwiya II. verstorben war, ohne einen als Thronfolger geeigneten Sohn zu hinterlassen. Nachdem mehrere Statthalter in Syrien und Palästina auf die Seite von ʿAbdallāh ibn az-Zubair gewechselt waren, rief Hassān ibn Mālik Ibn Bahdal, ein Stammesführer der Kalb, der mit den Umayyaden verwandt war, die Spitzen der syrischen Truppen zu einer Konferenz nach al-Dschābiya, um die umayyadische Herrschaft zu sichern und einen geeigneten Nachfolger zu wählen. Das Ergebnis dieses Kongresses von Dschābiya, der 40 Tage lang dauerte, war eine Kompromissformel, die alle Umayyaden zufriedenstellen sollte. Marwan I. wurde zum neuen Kalifen ausgerufen, ihm sollten aber Chālid, der Sohn von Yazid I., und der Umayyade ʿAmr ibn al-Aschdaq folgen.
Seine Bedeutung als militärisches Zentrum Syriens verlor al-Dschābiya erst im frühen 8. Jahrhundert, als Sulaiman ibn Abd al-Malik seine Truppen zum Kampf gegen die Byzantiner nach Dābiq nördlich von Aleppo verlegte. Der Ort ist vollständig verschwunden, nur ein Tell, der Tall al-Dschābiya genannt wird, erinnert heute noch an ihn.